# Construction de Lai-Massey

Construction de Lai-Massey

La construction de Lai-Massey est une structure utilisée dans les algorithmes de chiffrement par bloc. Elle a été inventée par Xuejia Lai et James Massey, publiée dans la thèse de Lai puis brevetée par la société suisse ASCOM (utilisation libre pour des applications non commerciales). Ce concept est utilisé dans les chiffrements IDEA et FOX. Il présente d'excellentes propriétés contre la cryptanalyse.